# Default (film)
Pour plus de détails, voir Fiche technique et Distribution.
Default (hangeul : 국가부도의 날 ; RR : Gukgabudo-ui Nal ; littéralement, « Le Jour de la banqueroute nationale ») est un film dramatique sud-coréen réalisé par Choi Kook-hee et sorti le 28 novembre 2018 en Corée du Sud. Avec Vincent Cassel à l'affiche, il s'agit du premier film coréen à traiter du thème de la crise financière.
Il est premier du box-office sud-coréen de 2018 lors de sa première semaine.

## Synopsis
Durant la crise économique asiatique de 1997, une semaine avant que la Corée du Sud ne passe en défaut de paiement, Han Shi-hyeon (Kim Hye-soo) de la Banque de Corée est la première à prédire un éventuel défaut de la dette souveraine et est affectée dans une équipe de crise. Yoon Jeong-hak (Yoo Ah-in) travaille dans le domaine de la finance et parie tout sur la possibilité réelle d'un défaut. Gab-soo (Heo Jun-Ho), quant à lui, lutte pour protéger son entreprise et sa famille pendant la crise,.

## Fiche technique
- Titre original : 국가부도의 날
- Titre international : Default
- Réalisation : Choi Kook-hee
- Scénario : Eom Seong-min
- Photographie :
- Montage :
- Musique : Kim Tae-seong
- Production : Lee Yoo-jin
- Société de production : Zip Cinema
- Société de distribution : CJ Entertainment
- Pays d’origine :  Corée du Sud
- Langue originale : coréen
- Format : couleur
- Genre : Drame
- Durée : 114 minutes
- Date de sortie :
  - Corée du Sud : 28 novembre 2018

## Distribution
- Kim Hye-su : Han Shi-hyeon[3]

Analyste financière principale à la Banque de Corée qui s’efforce d'anticiper le défaut de paiement à venir et la recherche d'un programme de sauvetage du pays avec le FMI.
- Yoo Ah-in : Yun Jeong-hak[3]

A former banker who thinks the crisis is a lifetime chance for investment
- Jo Woo-jin : le vice-ministre des Finances
- Heo Jun-Ho : Gab-su
- Vincent Cassel : Directeur général du FMI[5],[6]
- Ryu Deok-hwan (en)
- Park Jin-joo
- Kim Roi-ha (en)
- Um Hyo-sup (en)
- Jeong Gyu-su
- Jang Sung-bum
- Kim Min-sang
- Byun Jin-su
- Yeom Hye-ran
- Han Ji-min[7] (caméo)
- Jo Han-chul : Lee Dae-hwan

## Réception
Le film sort dans les salles sud-coréennes le 28 novembre 2018,.
Avant sa sortie locale, le film est vendu dans 17 pays et territoires, dont les États-Unis, le Japon, Singapour, Taiwan, l'Indonésie, Hong Kong et Macao.